# Саджавахо (область)
Саджавахо (груз.: საჯავახო) — историческая область в западной Грузии, территория Имеретинского царства и Гурийского княжества.

## География
Территория линии фронта хребта Саджавахо, приграничный район нынешних муниципалитетов Самтредиа и Чохатаури, называется Саджавахо. По описанию историка Дмитрия Бакрадзе, это местность между хребтом Цаблио и Саджавахосцкали, то есть в современных Хевисцкали. Ранее Саджавахо Хевисцкали был раскинут по другую сторону границы и должен был дойти до берегов Риони. Саджавахо славилось в Имеретии и Гурии лучшим сортом вин.

## История
По словам Нико Бердзенишвили, до 11 века дом Кобулидзе владел владел этой землей до 11 века. С XIII века центральной частью саэриставо Кобулидзе владеют более мелкие феодалы — Чиладзе, которые, вероятно, были потомками Кобулидзе. Дворянин (азнаурского сословия) Чиладзе включал в свой состав территорию по обоим берегам реки Риони. Центром Чиладзе была деревня Сачилао. Впервые Саджавахо упоминается в исторических источниках в XVI веке.
Название «Саджавахо» должно происходить от имени феодала Джавахи I или Джавахи II Чилаисидзе. Земля периодически принадлежала княжествам Гурия и Одиши, Имеретинскому царству, и была предметом острых феодальных разборок между ними. До второй половины 16 века Саджавахо входило в состав княжества Одиши.
В 1568 году царь Имеретии Георгий II Багратиони разбил Левана I Дадиани и его вассала Вараза Чиладзе.
Вскоре, в начале 1570-х годов, Георгий II убил Джаваха II Чиладзе по обвинению в нападении на него и сам завладел Саджавахо. Боязнь усиления царя связывала дома Дадиани и Гуриели. Они силой отобрали у Георгия II Саджавахо, поделив землю между собой. Часть на левом берегу Саджавахо Риони занимали Гуриели, а на правом берегу — Дадиани. С этого периода (70-е годы XVI века) Гуриеловская часть Саджавахо сохранила старое название Саджавахо, в то время как часть, которую контролировали Дадиани, называлась Сачилао. С этого периода Дадиани и Чиладзе владели только Сачилао, а спор о принадлежности Саджавахо уже шел между царем Имеретии и князьями Гуриели.
В 1578 году Георгий III Дадиани поднял восстание против Батулии Дадиани, который начал восстание из Саджавахо. Георгий II Гуриэли ликвидировал Батулию по приказу царя Имеретии Георгия II и сам занял Саджавахо. В 70-х годах XVI века Гуриели вскоре потеряли Саджавахо и им вновь наследовал царь Имеретии.
В 1661 году, во время похода Вахтанга V Шахнаваза в Имеретию, Вахтанг пожаловал Гуриели Саджавахо, но в том же году Гуриели впали в немилость царя, и Саджавахо снова перешло в руки царя Имеретии. В конце XVII века Мамия III был предан своему зятю, Георгию Шервашидзе, в битве за трон Имеретии между Мамией III Гуриэли и Арчилом II, за что получил награды, поместья, в том числе и Саджавахо.
В 1732 году Мамия IV Гуриэли выдал дочь за царя Имеретии Александра V, по имени Родам. Гуриели поддержал Александра в борьбе против князей Чихори, где царь одержал верх. После смерти Родам в 1770-х годах царь Имеретии Соломон I конфисковал Саджавахо у князей Гуриели и присоединил к Имеретинскому царству.
В 1787 году Давид II восстановил порядок, но следующий имеретинский царь, Соломон II, вскоре конфисковал эту территорию у Гуриели и вновь присоединил к Имеретинскому царству.
После присоединения Западной Грузии к Российской империи Саджавахо было записано как казенное имущество.
В 1811 и 1815 годах, в связи с просьбой Гуриели о законной принадлежности Мамии V Гуриели Саджавахо, Российская империя разделила край на две части.
В 1815 году левый берег реки был передан Гуриэли. Вторая часть была передана имеретинским князьям Отии и Сехнии Цулукидзе. В состав Гурии Саджавахо вошли две сельские общины: Нанеишвили и Земо Хети. Такое административное деление сохранилось и на сегодняшний день, и одна часть Саджавахо является частью муниципалитета Самтредиа, а другая часть — частью муниципалитета Чохатаури.
Всего Саджавахский район охватывал около 30 сел. Название региона Саджавахо сохранило только одно из его сел, которое ранее называлось Барсаджавахо или Бари.